# Clostridium septicum
Clostridium septicum es una especie de bacteria anaerobia,  grampositiva, del género Clostridium, que puede provocar enfermedad en humanos. Causa abscesos, celulitis, gangrena gaseosa y otras enfermedades, entre ellas enterocolitis neutropénica y sepsis.
Forma parte de la flora intestinal humana habitual. La enfermedad infecciosa humana por esta bacteria es muy poco usual, representando únicamente alrededor del 1% de las infecciones por bacterias del género Clostridium. La mayor parte de los casos se producen en personas que se encuentran debilitadas por algún tipo de cáncer, sobre todo leucemias, linfomas y cáncer de colon.  La infección suele ser grave, de evolución rápida, a veces fulminante, y en un porcentaje relativamente alto de los casos es mortal.

## Ecología y hábitat
Forma parte de la flora intestinal humana, pero puede ser detectado también en diferentes ambientes carentes de oxígeno. Bajo condiciones que le son desfavorables, forma esporas que le permiten sobrevivir a temperaturas y sequedad extremas.